# Jóhann Guðmundsson
Pour le footballeur islandais né en 1990, voir Jóhann Berg Guðmundsson.
Jóhann Guðmundsson est un footballeur islandais né le 5 décembre 1977 à Reykjavik. Il joue au poste de milieu de terrain.
Jóhann Guðmundsson a joué neuf matches en Premier League sous les couleurs de Watford.

## Palmarès
ÍBK Keflavík
- Coupe d'Islande (1) : 1997